# إتش ألين أور
إتش ألين أور (بالإنجليزية: Harold Allen Orr, Jr.)‏ هو عالم وراثة وأستاذ جامعي أمريكي، ولد في 11 يوليو 1960 في هامبتون في الولايات المتحدة.